# Прыжки с трамплина на зимних Олимпийских играх 1992
Соревнования по прыжкам с трамплина на зимних Олимпийских играх 1992 года прошли с 9 по 16 февраля на Трамплен дю Пра в Куршевеле.
На Играх в Альбервиле доминировали австрийские и финские прыгуны — они выиграли все медали в двух личных дисциплинах, а также заняли первое и второе место в командном первенстве. 16-летний финн Тони Ниеминен выиграл два золота и одну бронзу (именно его блестящие прыжки позволили финнам опередить австрийцев в командном первенстве на 1,5 балла). Ниеминен стал самым юным в истории олимпийским чемпионом по прыжкам на лыжах с трамплина (16 лет и 261 день). 17-летний австриец Мартин Хёлльварт выиграл серебро во всех трёх видах.

## Общий медальный зачёт
| Место | Страна       | Золото | Серебро | Бронза | Всего |
| ----- | ------------ | ------ | ------- | ------ | ----- |
| 1     | Финляндия    | 2      | 0       | 1      | 3     |
| 2     | Австрия      | 1      | 3       | 1      | 5     |
| 3     | Чехословакия | 0      | 0       | 1      | 1     |
| Всего | Всего        | 3      | 3       | 3      | 9     |

## Медалисты
| Вид                                   | Золото                                                                          | Серебро                                                                     | Бронза                                                                   |
| ------------------------------------- | ------------------------------------------------------------------------------- | --------------------------------------------------------------------------- | ------------------------------------------------------------------------ |
| Нормальный трамплин                   | Эрнст Веттори Австрия                                                           | Мартин Хёлльварт Австрия                                                    | Тони Ниеминен Финляндия                                                  |
| Большой трамплин                      | Тони Ниеминен Финляндия                                                         | Мартин Хёлльварт Австрия                                                    | Хайнц Куттин Австрия                                                     |
| Командный турнир на большом трамплине | Финляндия · Ари-Пекка Никкола · Мика Лайтинен · Ристо Лаакконен · Тони Ниеминен | Австрия · Хайнц Куттин · Эрнст Веттори · Мартин Хёлльварт · Андреас Фельдер | Чехословакия · Томаш Годер · Франтишек Йеж · Ярослав Сакала · Иржи Парма |